# Onchidoris derjugini
Onchidoris derjugini is een slakkensoort uit de familie van de Onchidorididae. De wetenschappelijke naam van de soort werd voor het eerst geldig gepubliceerd in 1941 door Volodchenko als Adalaria derjugini.